# Baixo Vouga
El Baixo Vouga és una subregió estadística portuguesa, part de la Regió Centre i del Districte d'Aveiro. Limita al nord amb Grande Porto i Entre Douro e Vouga, a l'est amb Dão-Lafões, al sud amb Baixo Mondego i a l'oest amb l'oceà Atlàntic. Àrea: 1804 km². Població (2001): 385.725.
Comprèn 12 concelhos:
- Águeda
- Albergaria-a-Velha
- Anadia
- Aveiro
- Estarreja
- Ílhavo
- Mealhada
- Murtosa
- Oliveira do Bairro
- Ovar
- Sever do Vouga
- Vagos